# Пан Котский
Пан Ко́тский (также «Пан Коцкий», укр. Пан Ко́цький) — украинская народная сказка.

## Сюжет
Хозяин отводит своего старого кота, уже не способного ловить мышей, в лес. Тот встречает лису и называет себя господином Котским. Лиса просит кота быть ей за мужа и он соглашается. Когда лесные звери, заяц, волк, медведь и кабан, интересуются кто поселился у лисицы, она рассказывает, что это сильный и сердитый пан Котский. Звери хотят увидеть пана Котского и решают пригласить его на обед. Когда обед приготовлен, они один за другим придумывают отговорки, чтобы не присутствовать, поскольку боятся пана Котского. Звери присылают к лисе зайца, который и передает приглашение. Лиса соглашается привести пана Котского, но предостерегает чтобы все хорошо спрятались. Мяуканье кота звери воспринимают за слова «Мало! Мало!». Кабана кусает комар, тот виляет хвостом, а кот, думая, что это мышь, бросается на кабана. Напуганные звери убегают и жалуются, что господин Котский чуть их не съел.

## В культуре
- По мотивам сказки в 1891 году композитор Николай Лысенко создал детскую оперу: «Пан Коцький»[1].
- Рассказ Бориса Гринченко носит название «Пан Коцький»[2].
- По мотивам сказки снят мультипликационный фильм «Страшный зверь» (творческое объединение художественной мультипликации студии «Киевнаучфильм», режиссёр — Леонид Зарубин, (1969[3]).
- Спектакль «Пан Коцький» входит в репертуар кукольных театров Украины.